# Zabou Breitman

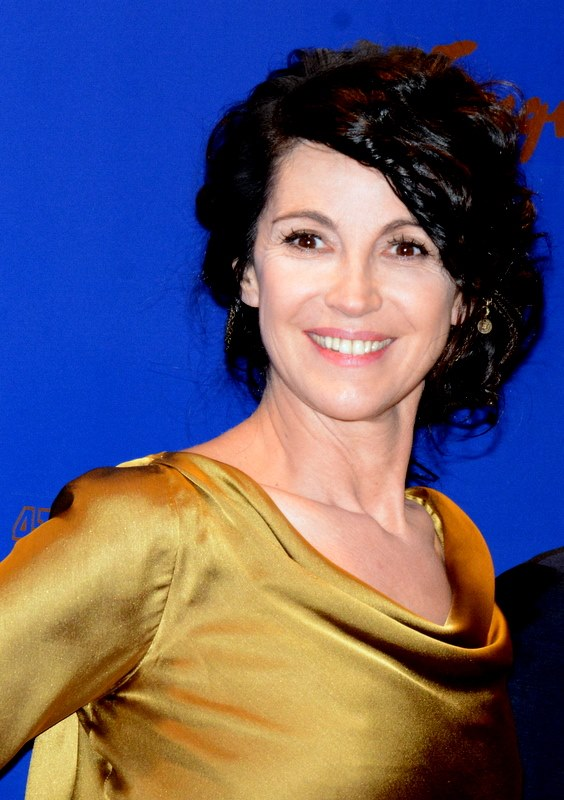
Zabou Breitman alla cerimonia dei César

Zabou Breitman, pseudonimo di Isabelle Breitman (Parigi, 30 ottobre 1959), è un'attrice, regista e sceneggiatrice francese, vincitrice di un Premio César nel 2003.

## Biografia
Breitman nacque il 30 ottobre 1959 nel XIV arrondissement di Parigi. Figlia dello sceneggiatore Jean-Claude Deret e dell'attrice Céline Léger, Breitman iniziò sin da bambina ad interpretare piccoli ruoli. La sua prima apparizione risale al 1965, in un episodio di Thierry la Fronde, una serie scritta da suo padre per la televisione in cui recitava anche sua madre. Ha partecipato a numerosi film ed anche a teatro ha avuto numerosi ruoli. Nel corso degli anni ha spostato il suo interesse maggiormente verso la regia e ha ottenuto anche dei riconoscimenti come il Premio César nel 2003 per il film Il ricordo di belle cose con protagonista Isabelle Carré.
In gioventù ha partecipato al film erotico Gwendoline nel 1984. In una intervista ha dichiarato di essere cugina di Dominique Strauss-Kahn.

## Vita privata
Breitman ha avuto due figli con lo scultore Fabien Chalon: la cantante Anna Chalon (1989) e l'attore Antonin Chalon (1993). Quest'ultimo ha recitato anche nei film Je l'aimais (2009) e No et moi (2010), entrambi diretti da sua madre.
Il 12 dicembre 2016 suo padre è morto all'età di 95 anni. Il 20 gennaio 2017, sua madre è morta all'età di 79 anni, il giorno prima dell'inizio delle riprese della serie TV che Zabou ha diretto per Canal+, Paris, etc.

## Filmografia

### Attrice
- Elle voit des nains partout!, regia di Jean-Claude Sussfeld (1981)
- Il tempo delle mele 2 (La boum 2), regia di Claude Pinoteau (1982)
- Banzaï, regia di Claude Zidi (1983)

- Gwendoline, regia di Just Jaeckin (1984)
- Alta, bella e pericolosa (Une femme ou deux), regia di Daniel Vigne (1985)

- Billy Ze Kick, regia di Gérard Mordillat (1985)
- Suivez mon regard, regia di Jean Curtelin (1985)
- Le Complexe du kangourou, regia di Pierre Jolivet (1986)
- États d'âme, regia di Jacques Fansten (1986)
- Le Beauf, regia di Yves Amoureux (1987)
- Fucking Fernand, regia di Gérard Mordillat (1987)
- Dandin, regia di Roger Planchon (1988)
- La Travestie, regia di Yves Boisset (1988)
- Les cigognes n'en font qu'à leur tête, regia di Didier Kaminka (1989)
- La Baule-les-Pins, regia di Diane Kurys (1989)
- Moitié-moitié, regia di Paul Boujenah (1989)
- Promotion canapé, regia di Didier Kaminka (1990)
- Les Secrets professionnels du Dr. Apfelglück (1991)
- Une époque formidable, regia di Gérard Jugnot (1991)
- Toujours seuls, regia di Gérard Mordillat (1991)
- Blanval, regia di Michel Mees (1991)
- Quella strada chiamata paradiso (588, Rue Paradis), regia di Henri Verneuil (1992)

- La crisi! (La crise), regia di Coline Serreau (1992)

- Cuisine et Dépendances, regia di Philippe Muyl (1992)
- Aiutate mio figlio (Antoine), regia di Jerome Foulon (1996)
- L'Homme idéal, regia di Xavier Gélin (1996)
- Tenue correcte exigée, regia di Philippe Lioret (1996)
- Che resti tra noi (Ça reste entre nous), regia di Martin Lamotte (1997)
- Le Double de ma moitié, regia di Yves Amoureux (1998)
- Ma petite entreprise, regia di Pierre Jolivet (1998)
- Du bleu jusqu'en Amérique, regia di Sarah Lévy (1998)

- Il ricordo di belle cose (Se souvenir des belles choses), regia di Zabou Breitman (2003)
- Un mondo quasi sereno (Un monde presque paisible), regia di Michel Deville (2002)
- Narco, regia di Tristan Aurouet e Gilles Lellouche (2003)
- Le Parfum de la dame en noir, regia di Bruno Podalydès (2004)
- Les Insoumis, regia di Claude-Michel Rome (2008)
- Le Premier Jour du reste de ta vie, regia di Rémi Bezançon (2008)
- Rien de personnel, regia di Mathias Gokalp (2009)

- No et moi, regia di Zabou Breitman (2010)
- Il ministro - L'esercizio dello Stato (L'Exercice de l'État), regia di Pierre Schöller (2011)
- Due agenti molto speciali (De l'autre côté du périph), regia di David Charhon (2012)

- Amitiés sincères, regia di François Prévôt-Leygonie e Stéphan Archinard (2013)
- Des morceaux de moi, regia di Nolwenn Lemesle (2013)
- Le Grand Méchant Loup, regia di Nicolas & Bruno (2013)
- Belle comme la femme d'un autre, regia di Catherine Castel (2013)

- 24 jours, la vérité sur l'affaire Ilan Halimi, regia di Alexandre Arcady (2014)

- Discount, regia di Louis-Julien Petit (2014)
- Entre amis, regia di Olivier Baroux (2015)
- Nos futurs, regia di Rémi Besançon (2015)
- Nous trois ou rien, regia di Kheiron (2015)
- Arrête ton cinéma!, regia di Diane Kurys (2015)
- Je compte sur vous, regia di Pascal Elbé (2015)

- Baden Baden, regia di Rachel Lang (2016)
- Ha i tuoi occhi (Il a déjà tes yeux), regia di Lucien Jean-Baptiste (2017)
- Un amore sopra le righe (Mr & Mme Adelman), regia di Nicolas Bedos (2017)
- AAA genero cercasi (Le gendre de ma vie), regia di François Desagnat (2018)

- Salauds de pauvres (2019)
- Murder Party, regia di Nicolas Pleskof (2022)
- Ma langue au chat, regia di Cécile Telerman (2023)

### Regista
- Il ricordo di belle cose (Se souvenir des belles choses, 2003)
- L'Homme de sa vie (2006)
- Je l'aimais (2008)
- No et moi (2010)
- Paris etc. - serie TV (2017)
- Les Hirondelles de Kaboul, regia condivisa con Éléa Gobbé-Mévellec (2019)

## Discografia
Album in studio
- 1986 - Adélaïde (con Arnold Turboust)

Singoli
- 1985 - Billy Ze Kick (Bande Originale Du Film) (come Zabou)
- 1986 - Adélaïde (con Arnold Turboust)
- 1990 - Rentrons chez nous (come Zabou)

## Doppiatrici italiane
- Lilli Manzini in Un amore sopra le righe
- Roberta Greganti in AAA genero cercasi

## Riconoscimenti (parziale)
Premio César
- 2003 - Migliore opera prima per il film Il ricordo di belle cose
- 1986 - Candidatura alla Migliore promessa femminile per il film Billy Ze Kick
- 1993 - Candidatura alla Miglior attrice non protagonista per il film La crisi!
- 2012 - Candidatura alla Miglior attrice non protagonista per il film Il ministro - L'esercizio dello Stato
- 2020 - Candidatura al Miglior film d'animazione per il film Les Hirondelles de Kaboul